# Slavutych
Slavutych (tiếng Ukraina: Славутич) là một thành phố của Ukraina, thuộc tỉnh Kiev. Thành phố này có diện tích 2,53 km2. Slavutych được xây dựng cho những công nhân viên chức tại Pripyat còn sống sót sau Thảm họa Chernobyl. Thành phố có dân số 24,685 (ước tính 2021).

## Vị trí
Slavutych nằm tại bờ phía tây của sông Dnieper, cách Chernihiv 40 km, Pripyat 45 km, Nhà máy điện nguyên tử Chernobyl 50 km (đều nằm trong Ivankiv Raion). Về địa lí, Slavutych nằm trong Ripky Raion, nhưng về mặt hành chính, trước 2020 là thành phố cấp tỉnh, sau 2020 là thành viên của  Vyshhorod Raion.